# Bad Soden am Taunus
Bad Soden am Taunus − miasto uzdrowiskowe w Niemczech, w kraju związkowym Hesja, w rejencji Darmstadt, w powiecie Main-Taunus, w górach Taunus. 30 września 2015 liczyło 22 131 mieszkańców.

## Współpraca
Miejscowości partnerskie:
- Czechy: Franciszkowe Łaźnie
- Austria: Kitzbühel
- Francja: Rueil-Malmaison
- Japonia: Yoro-cho, Japonia